# Piraeus
Piraeus (tiếng Hy Lạp: Πειραιάς Peiraiás [pireˈas], tiếng Hy Lạp cổ: Πειραιεύς, Peiraieús, phát âm [peːrajěːu̯s])  là một thành phố của Hy Lạp thuộc Attica. Thành phố Piraeus nằm trong vùng đô thị Athena. Thành phố Piraeus có diện tích km2, dân số thời điểm năm 2007 là 170.715 người, vùng đô thị Piraeus vươn ra ngoài phạm vi thành phố và có dân số 466.065 người. Đây là thành phố lớn thứ 3 tại Hy Lạp. Thành phố Piraeus có lịch sử từ thời Hy Lạp cổ đại. Khu vực cảng của thành phố đã ảnh hưởng to lớn đến quá trình phát triển của thành phố này. Cảng Praeus là cảng chính ở Hy Lạp, là cảng hành khách lớn nhất ở châu Âu  và lớn thứ ba thế giới, phục vụ khoảng 20 triệu lượt khách mỗi năm. Với sản lượng 1,4 triệu TEU, cảng Piraeus nằm trong 10 cảng container hàng đầu châu Âu và ở Đông Địa Trung Hải. Từ thời cổ đại, cảng Piraeus là trung tâm xuất - nhập khẩu và buôn bán nô lệ sầm uất nhất và cũng là một trong những cảng hành khách lớn nhất ở châu Âu hiện 
nay.